# Långön (naturreservat)
Långön är ett naturreservat i Falu kommun i Dalarnas län.
Området är naturskyddat sedan 2017 och är 21 hektar stort. Reservatet omfattar ön med samma namn i Ågsjön och består av äldre tall-, gran- och barrblandskog.